# 南桂馨
南 桂馨（なん けいけい／なん けいきょう、中国語: 南桂馨; 拼音: Nán Guìxīn; ウェード式: Nan Kui-hsin、1883年（清光緒9年） - 1968年）は、中華民国の政治家。閻錫山率いる山西派の一員で、国民政府統治下での初代天津市長である。字は佩蘭。山西省寧武府寧武県の人。

## 事績
省立山西大学を卒業後に日本へ留学し、「東京警察学校」 で学んだとされる。帰国後は閻錫山配下として、山西巡警道、晋北鎮守使代理、同武将軍公署参謀長などを歴任した。1917年（民国6年）9月、 山西全省警務処処長兼省会警察庁庁長となっている。
閻錫山が国民政府に易幟した後の1928年（民国17年）2月、南桂馨は中国国民党中央政治会議太原分会委員となり、翌月には山西省政府委員兼民政庁庁長に就任した。同年6月、南は天津特別市市長に起用され、3か月務めている。その後は国民党山西省党務指導委員や国民政府軍事委員会委員を歴任した。閻が中原大戦に敗北して下野した後の1930年（民国19年）11月、南は陝西省政府委員に異動している。翌1931年（民国20年）10月、立法院立法委員に任命され、1935年（民国24年）6月に河北省政府委員に転じた。また全国水利委員会委員も務めている。
1946年（民国35年）11月に制憲国民大会代表に当選し、翌1947年（民国36年）3月には憲政実施促進委員会常務委員となった。1948年（民国37年）3月、行憲国民大会代表に当選している。国共内戦後は大陸に留まり、中国人民政治協商会議山西省委員会委員、北京市文史館館員などを務めた。1968年、死去。享年86。

## 注
1. ↑  徐主編（2007）、1009頁と劉国銘主編（2005）、1708頁はいずれもこのように記述しているが、このような名の学校は存在しておらず、具体的にどの学校を指すのかは不詳。
2. ↑  劉国銘主編（2005）、1708頁による。徐主編（2007）、1009頁は「1924年」としている。
3. 1 2 3  徐主編（2007）、1009頁。
4. 1 2 3  劉国銘主編（2005）、1708頁。